# Bernabé López Calle
Bernabé López Calle, també conegut com a Comandante Abril (Montejaque, província de Màlaga, 1899 - cerro de la Atalaya, Medina-Sidonia, 31 de desembre de 1949) fou un lluitador antifranquista que va liderar la guerrilla del sud d'Andalusia en els anys quaranta, des de les Serres de Ronda i Grazalema, fins al Camp de Gibraltar després d'exercir com a Guàrdia Civil.

## Els inicis
El febrer de 1921 anà a complir el servei militar obligatori i és enviat a la guerra del Marroc poc abans del Desastre d'Annual. A Àfrica aprèn el maneig de les armes i és ascendit a cap primer i posteriorment a sergent en la Reserva, quan es llicencia el 1924. Bernabé torna condecorat al seu poble i es casa.
En plena Dictadura de Primo de Rivera, Bernabé ingressa a la Guàrdia Civil, cos militar que havia estat recentment reformat i dotat de més mitjans. S'integra en el cos com a Guàrdia 2n de Cavalleria. Fou destinat a Barcelona, la província de Sevilla i a Antequera (Màlaga) i fou aquesta última destinació el que li va suposar romandre en zona republicana.

## LaGuerra Civil
Al començament de la Guerra Civil la seva Companyia es manté fidel al govern de la República, i és nomenat pels seus comandaments, enllaç entre les Forces de la República i l'Alcaldia d'Antequera. El seu germà, Pedro López, va ser Alcalde de Montejaque i militant de la CNT, i en els primers dies de la guerra organitza una columna per controlar la Serra de Ronda. Bernabé s'afilia també a la CNT en els primerencs dies de la contesa, cosa que com ara, no era possible estant dins de la Guàrdia Civil.
Màlaga cau a principis de 1937, i Bernabé s'integra en l'Exèrcit i al costat dels seus germans, dones i fills, i parteix cap al front de Terol. La dona i els fills s'estableixen a Honrubia (província de Conca). És ascendit a Comandant i al juny de 1938, es troba en el front de Madrid, a la zona de Guadalajara, manant el Batalló de Metralladores Núm 17, de la 70 Brigada, de majoria anarquista i enquadrada en la 14 Divisió de Cipriano Mera.
El cop d'estat de Casado portarà Bernabé a liderar la 70 Brigada, perquè Mera recolza el cop i Bernabé era un dels seus homes de confiança. Malgrat l'èxit del cop per anul·lar el poder de Juan Negrín i els comunistes, la pau no és negociada i es rendeixen. Bernabé dissol la 70a Brigada i abandona Madrid.

## Fi de la Guerra
No s'exilia com molts combatents republicans i marxa a Honrubia amb la seva família, on es presenta a les noves autoritats. La presó, un judici i l'expulsió de la Guàrdia Civil és el que va trobar en els següents anys.
Recupera la llibertat i torna a Montejaque, però una denúncia d'un falangista fa que es cursi ordre de crida i cerca contra ell. Un avís abans que anessin a buscar-lo va fer que Bernabé no s'ho pensés i va fugir de la seva casa. No estava disposat a tornar a la presó per delictes inexistents.

## Fugida a la muntanya
La Guàrdia Civil localitza el seu emplaçament i en un enfrontament a la muntanya aconsegueixen ferir-lo. Bernabé aconsegueix fugir i el seu fill gran decideix acompanyar-lo per no haver d'entrar a l'exèrcit per fer el servei militar obligatori. La regió muntanyenca de Ronda acull a partides disperses de guerrillers. Bernabé contacta amb ells.
El finançament de la Guerrilla s'aconsegueix amb el segrest de terratinents i propietaris per tal de cobrar ràpids rescats que ajuden al manteniment de les partides. Els sabotatges se succeeixen així com la propaganda guerrillera als camperols, que fet i fet, era el que es buscava per captar-los com a enllaços. L'anhelada intervenció dels aliats va fer que l'any 1945 es creés la Junta Nacional de Guerrillers Antifeixistes, Sector Sud amb integrants sense distinció ideològica. El 1946 es constitueix l'Aliança de Forces Democràtiques, sota el comandament de Bernabé, on ja és conegut com a Comandante Abril.
Bernabé va intentar aglutinar combatents per damunt de diferències polítiques, aconseguint una gran cohesió entre els seus homes, però les seves idees llibertàries no quadraven amb la línia a seguir d'un altre dirigent guerriller del PCE, Pablo Pérez Hidalgo. Les diferències entre tots dos van fer que es dividissin les forces. Bernabé i els seus homes es van instal·lar a la zona de Cadis, Pablo i els seus van anar a la part malaguenya.
En 1947 el Decret Llei de Bandidatge i Terrorisme instaura la consigna de la Llei de fugues, agreujant la lluita contra la guerrilla i els seus suports. La Guàrdia Civil tenia les mans lliures per executar "in situ" qualsevol sospitós de fer costat a la guerrilla, i per descomptat, als propis guerrillers. També es van crear les famoses contrapartides, que consistien en grups de Guàrdies Civils simulant ser guerrillers, portant armament i indumentària similars als de la serra. La seva missió era el desemmascarament dels enllaços i desprestigi dels veritables guerrillers en efectuar accions impopulars entre la població.
En 1949 es crea l'Agrupació Fermín Galán, aglutinant a les partides de la zona. Bernabé és escollit cap de l'Agrupació i Pablo Pérez Hidalgo cap de l'Estat Major. El campament estable de la recentment creada Agrupació es trobava a la zona de Medina Sidonia.

## La fi
El 30 de desembre de 1949, quan anaven a segrestar als amos del cortijo Linares, Francisco Fernández Cornejo "Largo Mayo", va abandonar el campament suposadament a la recerca de subministraments, però va desertar i es va presentar en la caserna de la Guàrdia Civil buscant la promesa d'indult si delatava als seus companys. "Largo Mayo" va ser vestit de Guàrdia Civil, i en companyia d'aquests, va guiar les forces fins al campament de Bernabé al cerro de la Atalaya.
Es va esperar fins al clarejar després d'envoltar el campament on pernoctaven sis guerrillers. Les bombes de mà i els trets dels vint guàrdies van matar en el primer atac Juan Ruiz Huercano, "Capitán" i van ferir a Bernabé qui va cobrir la retirada dels supervivents, inclòs el seu fill, i va aguantar fins que van posar fi a la seva vida. Vint-i-tres impactes de bala tenia en el seu cos quan el van trobar. Van carregar en un mul els cossos dels dos guerrillers morts i a la vista de tot el poble, els van llançar en una zona del cementiri de Medina Sidonia.